# Massimo Guglielmi (regista)
Massimo Guglielmi (Venezia, 14 aprile 1954) è un regista, sceneggiatore e produttore cinematografico italiano.

## Biografia
Iscritto al DAMS di Bologna, dove è stato allievo anche di Umberto Eco, si è laureato in Storia del Cinema con una tesi su Jean-Luc Godard. In seguito ha frequentato dei corsi di sceneggiatura tenuti da Ugo Pirro e Leo Benvenuti. Dal 1980 ha cominciato a collaborare con la RAI per numerosi programmi sia radiofonici (alcuni dei quali hanno partecipato in concorso al Prix Italia) che televisivi. Nel 1985 dirige un cortometraggio a soggetto, dal titolo 1960, trasmesso su Raiuno nel programma Passione mia, attirando l'attenzione dei critici.
Con Antonio Tabucchi e Sergio Vecchio, nel 1986 scrive la sceneggiatura di Rebus, tratta da un racconto dello stesso Tabucchi, risultando fra i vincitori della prima edizione del Premio Solinas. Rebus, girato in Francia l'anno successivo e distribuito nelle sale nel 1989, entra nelle terne del David di Donatello e viene poi invitato al Festival di Mosca. Nel 1991 scrive la sceneggiatura per Il giardino dell'ossomarino, film che tuttavia non sarà realizzato. Il lungometraggio che segue, Gangsters, vince il premio CICAE al Festival di Annecy nel 1993. Nel 1994 presenta a Venezia L'estate di Bobby Charlton.
Oltre all'attività di sceneggiatore e regista, Guglielmi si è dedicato per molti anni, prima per l'ACD (Associazione Cinema Democratico) e poi per l'Associazione nazionale autori cinematografici alla politica di settore. È stato membro di Commissioni Ministeriali e delegato delle associazioni di categoria in materia sindacale, giuridica e legislativa, per il diritto d'autore e in generale per il settore audiovisivo. Suoi interventi sono stati pubblicati dai maggiori quotidiani nazionali, da riviste e periodici.
Come relatore ha partecipato a convegni, dibattiti storici e culturali, in particolare su Cinema Storia e Resistenza con critici, storici e autori come Piero Gobetti, Gianfranco De Bosio, Norberto Bobbio, Giuseppe De Santis, Carlo Lizzani, Nanny Loy, Ansano Giannarelli, Giuliano Montaldo, Giuseppe Ferrara, Gianni Rondolino, Florestano Vancini. Ha tenuto corsi, seminari, masterclass e stage di regìa e sceneggiatura cinematografica per Istituti pubblici e privati, sia italiani che internazionali.
È l'ideatore e uno dei promotori dell'iniziativa "INTOLERANCE" (film del cinema italiano contro il razzismo e l'intolleranza), presentata alla Mostra di Venezia del 1996.
Dal 2000 è stato docente di Sceneggiatura e Regia cinematografica presso l'Accademia Europea di Cinema e Televisione Griffith 2000.
Per la Rai Libri ha pubblicato il saggio storico e di costume Un naso in salita: Gino Bartali, la sua storia vera (ma piena di bugie).

## Filmografia

### Film
- Ragazzi a rischio - film TV (1986)
- Rebus (1989)
- Gangsters (1992)
- L'estate di Bobby Charlton (1994)
- L'inquilino di via Nikoladze (2005)
- La prima notte della luna (2010)

### Documentari
- Ritorno a casa (1996)
- K2. Il lato oscuro della Luna (2004)
- Pasolini and Death: A Purely Intellectual Thriller (2005)

### Cortometraggi
- 1960 (1985)
- Porzioni di cielo con nuvole (1986)

### Reportage televisivi
- Radio Clip
- Ritorno a casa (Coming home)
- Milano 1989-1999: il lungo cammino dell'integrazione
- La morte al lavoro
- Trieste, città di confini
- Chi vuole dimenticare Antonio Russo?
- La casa del futuro
- Borgomanero-Tibilisi andata e ritorno
- Acido fenico
- Underground

## Saggi
- Un naso in salita: Gino Bartali, la sua storia vera (ma piena di bugie), Torino, Rai Libri, 2002, ISBN 978-8839712011.

## Riconoscimenti
- 1989 – Premio Selezione David di Donatello (miglior regìa esordienti)
- 1992 – Premio Speciale della Giuria Villerupt
- 1992 – Premio CICAE Annecy
- 1997 – Premio di Qualità
- 1997 – Gran Premio della Giuria Festival Internazionale di Mons
- 2005 – Premio UNESCO al B.A.F.F.
- 2005 – Premio del Pubblico al B.A.F.F.
- 2011 – Premio Miglior Regìa al B.A.F.F.
- 2011 – Premio Miglior Film al S.M.F.F.
- 2011 – Menzione Speciale al Festival “I've seen film” di Rudger Hauer/Milano 2011